# Nikolaus Harnoncourt
Nikolaus Harnoncourt, nascido Johann Nicolaus Graf de la Fontaine und d’Harnoncourt-Unverzagt (Berlim, 6 de dezembro de 1929 – Sankt Georgen im Attergau, 5 de março de 2016), foi um regente austríaco, conhecido por suas performances de obras dos períodos clássico e anteriores.

## Biografia
Harnoncourt nasceu em Berlim, na Alemanha, mas cresceu em Graz, na Áustria, e estudou música em Viena. Sua mãe, a condessa Ladislaja von Meran, Freiin von Brandhoven, era bisneta do imperador Leopoldo II. Seu pai, o conde Eberhard de la Fontaine d'Harnoncourt-Unverzagt, era um engenheiro a trabalhar em Berlim. De seu primeiro casamento teve dois filhos. Dois anos após o nascimento de Nikolaus, nasceu o seu irmão, Philipp Harnoncourt. A família mudou-se então para Graz, onde o seu pai ocupou um cargo no governo do estado (Landesregierung) da Estíria. Nikolaus fundou com sua esposa, Alice Hoffelner, o Concentus Musicus Wien, no ano de 1953, época em que tocava violoncelo com a Orquestra Sinfônica de Viena. O grupo dedica-se às performances autênticas de instrumentos de época e, desde os anos 1970, seu trabalho tornou-o bastante conhecido. Nessa época, além do cello, Nikolaus tocava viola da gamba.
Tempos depois, Harnoncourt atuou com várias orquestras utilizando os instrumentos modernos, mas sem se desprender da autenticidade histórica, observando características da interpretação como tempo, dinâmica etc. Também ampliou significativamente o seu repertório, dedicando-se à execução de operetas vienenses, sem deixar de lado o trabalho com as obras barrocas que o tornaram famoso.
Em 1971, Harnoncourt iniciou um projeto em parceria com o maestro Gustav Leonhardt para gravar todas as cantatas de Bach. O projeto foi concluído em 1990 e - com exceção das cantatas 51 e 199 – foi o primeiro e único ciclo de cantatas a utilizar somente coro masculino e uma lista de solistas. Em 2001, uma gravação da Paixão segundo São Mateus, de Bach, foi publicada com amplo reconhecimento da crítica especializada e premiada com um Grammy Award, além de conter um facsímile do manuscrito autógrafo da obra completa.
Harnoncourt era conhecido por seu estilo informal e brincalhão, até mesmo contando piadas para o seu público. Foi colecionador de instrumentos históricos e escreveu extensivamente sobre música antiga. Era casado com Alice Harnoncourt, com quem também trabalhava.
Em dezembro de 2015 anunciou por carta sua aposentadoria por motivos de saúde. Morreu em sua própria casa, sob cuidados, em 5 de março de 2016, na cidade de Viena.

## Gravações
- Nikolaus Harnoncourt, Frans Brüggen, Leopold Stastny, Herbert Tachezi. Johann Sebastian Bach: Gamba Sonatas — Trio Sonata in G major.  Telefunken.
- Nikolaus Harnoncourt, Gustav Leonhardt, Leonhardt-Consort, Concentus musicus Wien, Alan Curtis, Anneke Ulttenbosch, Herbert Tachezi. Johann Sebastian Bach: Harpsichord Concertos BWV 1052, 1057, 1064. Violino, contínuo, cravo. Teldec
- Nikolaus Harnoncourt, Chamber Orchestra of Europe. Franz Schubert. Symphonies. Ica Classics.
- Nikolaus Harnoncourt, Rudolf Buchbinder (fortepian). Wolfgang Amadeus Mozart. Piano concertos No. 23&25  Fortepian Anton Walter (por Paul McNulty) Sony.
- Nikolaus Harnoncourt, Chamber Orchestra of Europe, Pierre-Laurent Aimard (piano). Ludwig van Beethoven. Piano Concertos Nos. 1-5. Teldec Classics.
- Nikolaus Harnoncourt, Chamber Orchestra of Europe, Gidon Kremer (violino), Martha Argerich (piano). Schumann: Piano Concerto and Violin Concerto. Teldec Classics

## Prêmios
- Sonning Award (1993; Dinamarca)
- Prêmio Kyoto (2005; Japão)
- Medalha Leipzig Bach (2007; Leipzig, Alemanha)